# Fugløya
Pour l'île de l'archipel des Nordvestøyane, voir Fugløya.
Fugløya est une petite île de la commune de Kristiansund, du comté de Møre et Romsdal, dans la mer de Norvège.

## Description
L'île de 0,22 km2 est située dans le fjord Bolgsvaet entre les îles de Frei et Nordlandet. Fugløya devait être intégré dans un développement de la zone industrielle de Husøya dans l'ancienne municipalité de Frei. L'île a été, après une action populaire dans la municipalité, nommée « monument culturel de la municipalité » en 1997. L'île a également été choisie comme monument culturel pour le comté de Møre et Romsdal.

## Réserve naturelle

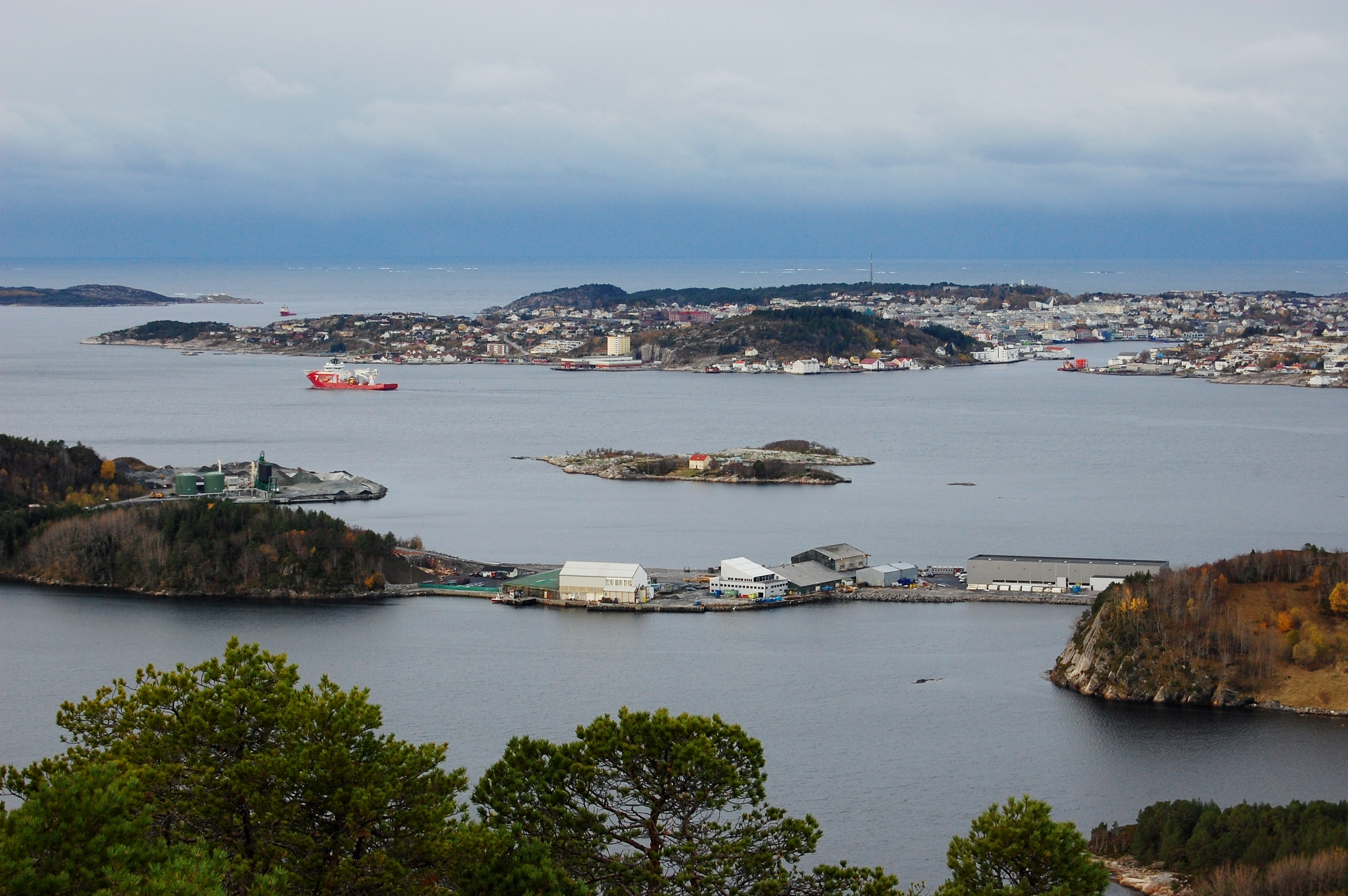
Fugloya est au milieu du fjord devant Kristiansund

À la suite d'une décision d'État, Fugløya et sa zone maritime associée ont reçu le statut de réserve naturelle pour les oiseaux marins à partir du 1er août 2010. La zone est incluse dans le plan de conservation du comté de Møre og Romsdal pour les oiseaux marins nicheurs. Ce plan de conservation a été envoyé à la Direction norvégienne pour la gestion de la nature, qui a soutenu la recommandation du comté sur la protection de Fugløya.
Fugløya est considéré comme le site de nidification le plus important pour les oiseaux de mer dans l'ancienne municipalité de Frei et l'un des sites de nidification les plus importants de Nordmøre. L'Association ornithologique norvégienne (BirdLife Norge (no)) a, depuis un certain nombre d'années, suivi l'avifaune et les oiseaux bagués sur l'île. En 2002, 450 couples de goélands argentés, 300 couples de sternes à bec rouge, 15 couples d'eiders, 5 couples d' oies cendrées, 5 couples de goélands cendrés et 2 couples de sternes à dos noir ont été recensés. De plus, il y a eu des nidifications enregistrées d'harles huppés (2001), 2 couples de bernaches du Canada (2005), ainsi que des canards colverts, huîtriers pie, grèbes, chevalier guignette et pipit maritime.